# Libythea cinyras
Libythea cinyras là một loài bướm ngày trong phân họ Libytheinae của Họ Bướm giáp. Người ta nghĩ nó đã tuyệt chủng. Nó là loài đặc hữu của Mauritius. Chỉ có tiêu bản được biết đến ở holotype.